# Solanum goodspeedii
Solanum goodspeedii är en potatisväxtart som beskrevs av K.E.Roe. Solanum goodspeedii ingår i släktet skattor som ingår i familjen potatisväxter. Inga underarter finns listade i Catalogue of Life.